# Oliver Oravec
Oliver Oravec (ur. 31 maja 1941, zm. 9 lipca 2014) – słowacki biskup sedewakantystyczny.

## Życiorys
Z wykształcenia stomatolog. W 1964 roku wstąpił do seminarium duchownego Kościoła podziemnego Czechosłowacji. 2 lutego 1968 roku został wyświęcony na księdza przez Felixa Davidka. Od 1979 roku przebywał na emigracji we Włoszech i w Kanadzie.
Podczas pobytu w Rzymie wstąpił do Towarzystwa Jezusowego. Później pracował jako ksiądz parafialny w Toronto. W 1983 roku zaprzestał odprawiać mszę według posoborowej formy obrządku łacińskiego. Rozpoczął współpracę z Bractwem Kapłańskim św. Piusa X i zaczął służyć posługą duszpasterską kanadyjskim tradycjonalistom katolickim z prowincji Ontario.
Pod koniec lat 80. XX wieku przyjął naukę teologiczną sedewakantyzmu. W 1988 roku w Monroe został konsekrowany na biskupa przez Roberta McKenna.
Ostatnio rezydował w Popradzie. Był przez kilka lat opiekunem polskiej grupy sedewakantystycznej, której przewodzi ksiądz Rafał Trytek.